# Arvid Horn
Arvid Bernhard Horn, comte de Ekebyholm (né à Halikko en Finlande le 6 avril 1664, mort à Ekebyholm le 17 avril 1742), est un homme d’État suédois. 

## Biographie
Mousquetaire dans la garde suédoise (1682), il combattit à Mohacz sous le prince Eugène (1687) et, tout en servant dans l'armée hollandaise (1690-95), il fut promu capitaine en Suède (1693). En participant aux courses échevelées du jeune Charles XII, puis à ses campagnes, il obtint un rapide avancement, fut nommé général de brigade en 1700, de division en 1704. Il réussit à faire déposer le roi Auguste II (6 févr. 1704) et élire à sa place Stanislas Leszczinski (2 juil.), auprès duquel il resta comme ambassadeur avec une poignée de Suédois qui tombèrent entre les mains des Saxons (26 août). Échangé en 1705, il reprit ses négociations avec les Polonais et conclut avec eux le traité de novembre 1705. 
L'intrépide guerrier, ayant ainsi révélé ses talents diplomatiques, fut nommé conseiller du roi (1705), membre du comité de défense et gouverneur du duc Charles-Frédéric de Holstein, neveu de Charles XII, enfin président de la chancellerie (21 mars 1740). De 1746 à 1748, son influence fut annulée par celle de Gœrtz, mais il prit sa revanche après la mort de Charles XII, dont il obligea sa sœur Ulrique-Éléonore à se soumettre à l'élection pour monter sur le trône ; il imposa à la nouvelle reine la constitution de 1719 qui mettait le pouvoir royal à la merci des États. Ayant offert de se démettre de la présidence du ministère, il fut pris au mot (9 avril 1719) et même dépossédé de son siège au Riksråd, mais, peu après, lors de la réunion de la Diète en janvier 1720, il fut élu maréchal du royaume ou président de l'ordre équestre, reprit la présidence de la chancellerie (26 avril), conclut avec la Russie non seulement la paix de Nystad (1721), mais encore un traité d'alliance (22 févr. 1724) et plus tard avec la France et l'Angleterre (1727). Ces succès firent de lui l'homme le plus puissant de la Suède pendant quelques années de recueillement et de prospérité qui furent appelées la Période d'Arvid Horn. 
Élu pour la troisième fois maréchal de la Diète en 1731, il menaça de prendre sa retraite en 1734 et 1734 sa démission fut acceptée le 18 décembre 1738, lorsque le parti de la guerre contre la Russie, conduit par Carl Gyllenborg et Daniel Niklas von Höpken (sv), eut pris le dessus à la Diète de 1738 et que les Chapeaux (Hattar) eurent supplanté les Bonnets (Mœssor) sur lesquels il s'était appuyé. La malheureuse issue de la guerre ayant bientôt démontré que sa prudente politique étrangère était seule de mise pour un pays affaibli par les défaites, les démembrements et les dissensions intérieures ne fit qu'accroître sa réputation de grand politique. Il fut chancelier des universités de Pernov (1706), d'Uppsala (1719) et d'Åbo (1723-35) président d'honneur de la Société des sciences d'Uppsala (1727-35). 